# Avenida D (Manhattan)
La Avenida D es la avenida más oriental del barrio Alphabet City en el East Village de Nueva York en el borough de Manhattan. Se ubica al este de la Avenida C y al este de la FRD Drive entre las calles Houston al sur y 13 al norte. Más allá de la calle Houston, su recorrido continúa como Columbia Street hasta la calle Delancey y como Abraham E. Kazan Street hasta su fin en la Calle Grand. La Avenida D junto con las avenidas A, B y C, tienen ese nombre debido al barrio Alphabet City en el que se encuentran.

## Historia
La calle fue creada en el Plan de los Comisionados de 1811 como una de las 16 avenidas de sentido norte a sur de un ancho de 100 pies (30,5 m). Estas incluían las 12 avenidas numeradas y cuatro avenidas (ubicadas al este de la Primera Avenida) designadas con letras.

## Transporte
La Avenida D es servida por el MTA M14 bus desde la calle 10 Este hasta la calle Houston (rumbo al sur) y la calle Delancey (rumbo norte) vía Columbia Street.

## Estructuras
Entre las estructuras que se encuentran en esta avenida, están:
- Dry Dock Park, ubicado en la parte norte de la avenida (esquina con la calle 11), es un pequeño arque con una piscina pública. Su nombre hace referencia a la antigua tradición del vecindario donde se encontraban los locales de reparación de botes. Esta esquina era conocida antiguamente como el sitio del Corn Exchange Bank Trust Company.
- Muchos de los más grandes proyectos públicos de vivienda en Alphabet City se encuentran en la Avenida D. El lado este de la Avenida D está rodeado por el proyecto Jacob Riis Houses (vivienda NYCHA), nombrado por el famoso fotógrafo Jacob Riis, que narró la pobreza que pasaron los residentes más pobres de la ciudad. El proyecto de vivienda fue designado por Walker & Gillette y fue completado en 1949.[2] Otros proyectos incluyen Baruch Houses, LaGuardia Houses, y Lillian Wald Houses, nombrado en honor de Lillian D. Wald (1867–1940), que proveyó ayuda al Lower East Side a través del Henry Street Settlement y la Visiting Nurses Society.
- Entre las calles 5 y 6, al este de la Avenida D, se encontraba el antiguo sitio de la "Boys Brotherhood Republic", un proyecto juvenil autónomo del Henry Street Settlement.[3]

La Avenida D entre las calles 4 y 5, en las afueras de la casa de Lillian Wald, el cantante Scott Weiland de Stone Temple Pilots fue arrestado por posesión de heroína el 1 de julio de 1998.